# Willi Kleindienst
Willi Herbert Kleindienst (* 30. Oktober 1920 in Berlin; † 1999) war ein deutscher Ministerialbeamter. Er war von 1970 bis 1981 Beauftragter für innerdeutsche Wirtschaftsbeziehungen der Bundesregierung.

## Leben
Kleindienst war evangelisch und Sohn eines Postbeamten. Er besuchte als Schüler die Schinkel-Oberrealschule in Berlin. Willi Kleindienst arbeitete zunächst von 1937 bis März 1940 als Bankkaufmann bei der Deutschen Bank in Berlin. Anschließend war er von 1940 bis 1945 im Reichsarbeitsdienst, bei der Wehrmacht und in Kriegsgefangenschaft.
Danach trat er im Jahr 1945 als Angestellter in den Staatsdienst beim Landkreis Rotenburg und arbeitete von 1946 bis 1947 beim Arbeitsamt Verden und im Anschluss von Februar 1947 bis 1981 beim Verwaltungsamt für Wirtschaft in Minden bzw. der Verwaltung für Wirtschaft des Vereinigten Wirtschaftsgebietes bzw. dem Bundesministerium für Wirtschaft. Dort war er von 1949 bis 1951 in der Hauptabteilung für Binnenwirtschaft als Referent im Sonderreferat Interzonenhandel sowie Leiter der Frankfurter Zweigstelle der Treuhandstelle für den Interzonenhandel. Anschließend war er von 1951 bis 1954 Hilfsreferent im Referat für den Interzonenhandel und die Bekämpfung des illegalen West-Ost-Handels in der Außenwirtschaftsabteilung des Bundeswirtschaftsministeriums. Danach war er von 1954 bis 1956 im Referat für Fragen des Interzonenhandels im Bereich der gewerblichen Wirtschaft und von 1956 bis 1960 im Referat für den Interzonenhandel. 
Kleindienst, welcher inzwischen zum Ministerialrat ernannt worden war, leitete von 1960 bis 1970 das Referat für den Interzonenhandel, welches 1968 in Innerdeutsche Wirtschaftsbeziehungen umbenannt wurde. Zusätzlich übernahm er als Nachfolger des verstorbenen Alfred Pollak 1968 die Leitung der Treuhandstelle für den Interzonenhandel, welche er bis 1976 leitete und aus gesundheitlichen Gründen an Franz Rösch übergab. Außerdem nahm er von 1970 bis 1981 das Amt des Beauftragten für innerdeutsche Wirtschaftsbeziehungen und von November 1973 bis 1981 zugleich als Ministerialdirigent die Leitung der Unterabteilung für Verbrauchsgüterwirtschaft, innerdeutschen Handel und Bauwirtschaft wahr.
Willi Kleindienst heiratete 1953 Ilse Hardt. Er bekam drei Töchter und zwei Söhne.

## Auszeichnungen
- Verdienstkreuz 1. Klasse (1974)
- Großes Bundesverdienstkreuz (1982)

## Veröffentlichungen (Auswahl)
- Aktuelle Rechtsfragen des innerdeutschen Handels. Schwartz Verlag, Göttingen 1974, ISBN 978-3-509-00768-8.